# Kanton Jussac
Jussac is een voormalig kanton van het Franse departement Cantal. Het kanton maakte deel uit van het arrondissement Aurillac.

## Gemeenten
Het kanton Jussac omvatte de volgende gemeenten:
- Crandelles
- Jussac (hoofdplaats)
- Naucelles
- Reilhac
- Teissières-de-Cornet